# Biggar n.º 347
Biggar n.º 347 es un municipio rural canadiense situado en la provincia de Saskatchewan.

## Superficie
Biggar n.º 347 tiene una superficie de 1576,09 km².

## Demografía
En 2021, tenía 805 habitantes, una densidad poblacional de 0,5 hab./km², y 307 viviendas.